# Аре
А̀ре (на италиански: Arre; на венециански: Are) е село и община в Северна Италия, провинция Падуа, регион Венето. Разположено е на 162 m надморска височина. Населението на общината е 2168 души (към 2014 г.).